# Pasar Baru Batahan
Pasar Baru Batahan is een bestuurslaag in het regentschap Mandailing Natal van de provincie Noord-Sumatra, Indonesië. Pasar Baru Batahan telt 1795 inwoners (volkstelling 2010).